# Подлипа (Кршко)
Подлипа (словен. Podlipa) — поселення в общині Кршко, Споднєпосавський регіон, Словенія. Висота над рівнем моря: 210,9 м.